# アクレ (ナイジェリア)
アクレ(Akure)はナイジェリア南西部のオンド州の州都。

2015年の人口は約55.6万人。
ヨルバ人が中心である。

## 歴史
中石器時代の洞窟壁画が郊外で発見された。
オドゥドゥワ王の孫のオモレミ・オモルアビがアクレを設置した。
1150年、町の中心にオバ宮殿が建てられた。

1915年、オウォ・オンド・エキティを合わせてアクレ県が設置された。
1960年、ナイジェリアがイギリスから独立した。
アクレは西部州に組み込まれた。
1976年、オンド州が新設され、州都になった。
2010年6月10日、Adebiyi Adegboye Adesida Afunbiowo 2世が即位した。

2013年11月30日、Afunbiowo 2世の娘のOmoba Adetutuが摂政皇太子に即位した。
2015年、Kola Aladetoyinbo王子がアクレの君主に即位した。

## 地理
首都アブジャの南西700km、ラゴス州の北311kmに位置する。

## 教育
- アクレ連邦技術大学（英語版）

## 著名人
- フィリップ・エミーグワリ( Philip Emeagwali)(1954年～)：イボ族。コンピュータ技術者・地理学者。

## スポーツ
- 日光星F.C.（英語版）

## 宗教
キリスト教やイスラム教、伝統宗教等多様性が高い。